# Az erőd (Így jártam anyátokkal)
Az erőd az Így jártam anyátokkal című televízió-sorozat nyolcadik évadának tuzenkilencedik epizódja. Eredetileg 2013. március 18-án vetítették, míg Magyarországon 2013. november 4-én.
Ebben az epizódban Robin megkéri Barneyt, hogy adja el a legénylakását, amit ő mindenáron meg akar akadályozni. Lily és Marshall kapcsolatát próbára teszi a Kapitánnyal fennálló munkaviszonya.

## Cselekmény
A reggeli keresztrejtvényfejtés közben Robin megemlíti Barneynak, hogy el kellene dönteniük, hol fognak majd élni házaspárként. Barney azt javasolja, maradjanak az ő lakásában, de Robin ragaszkodik hozzá, hogy adják ezt el és költözzenek össze máshol. Barney ebbe eleinte bele is megy, majd áthívja magához Tedet és felajánlja neki a lakást. Mivel visszautasítja, Barney is azt mondja Robinnak, hogy így itt kell maradniuk. Ebből kisebb vita támad, hiszen neki ott kellett hagynia a szép lakását, a párkapcsolatok pedig a bizalomról és a kompromisszumról szólnak. Ezért aztán fogja magát és meghirdeti a lakást, Barney tudta nélkül. Amikor ezt Barney megtudja, dühös lesz, és elijeszti a potenciális vevőjelölteket azzal, hogy megmutatja, milyen spéci szerkezetek és trükkök segítették őt az egyéjszakás kalandjai során. Egy párt azonban ez nem érdekel, és úgy döntenek, megveszik a lakást. Barney összetörik a hír hallatán, Robin viszont örvendezik. Amikor aztán elbeszélget a vevőkkel, ők elmondják, hogy nem érdeklik őket a beépített dolgok, mert úgyis az első dolguk az lesz, hogy szétverik a lakást. Ez úgy feldühíti Robint, hogy elzavarja őket. Később Barney azzal jön vissz Robinhoz, hogy adják el nyugodtan a lakást, mert nem akar egyedül lenni többé és azt szeretné, ha boldog lenne. Robin erre azt mondja, hogy nem akarja őt túlságosan megváltoztatni, a jó és a rossz oldalát egyformán szereti.
Marshallt frusztrálja, hogy a Kapitány állandóan akkor hívja el Lilyt, amikor épp kettesben töltenének egy kis időt. Hiába kéri Ted segítségét is, amikor sokadjára hiúsulnak meg a terveik, Marshall besokall. Ted javaslatára a Woodworthy Major című brit sorozatot kezdik el nézni, amit eredetileg Marshall Lilyvel nézett, de nélküle folytatja tovább. Később Marshall és Ted is megjelennek Robinék lakáseladásakor Marvinnal, és tévedésből meleg párnak nézik őket. Amikor megérkezik Lily is, Marshall sértettségből rá is játszik erre, Lily pedig erre az exférjének kezdi el őt nevezni, és a Minnesota Vikings csapatát cikizi. Ha ez nem lenne elég, egy nő rátapad Tedre. Később aztán rendeződnek a dolgok és kibékülnek, Lily pedig végre azt mondja egyszer a Kapitánynak, hogy most nem ér rá. Ted kissé keserűen gondol arra, hogy most milyen jó mind a négyüknek, és hogy vajon neki mikor lesz része ilyesmiben. Ekkor azonban megjelenik a nő a lakásbemutatóról, aki még mindig melegnek hiszi Tedet, hogy először az életben megmutassa neki, milyen nővel lenni. Barney a meglepettségtől extázisban tör ki és a fiának szólítja Tedet.
A zárójelenetben Marshall, Lily és Ted rá akarják venni Barneyékat, hogy nézzék velük a sorozatot, de ők inkább megszöknek egy rejtett csúszdán keresztül.

## Kontinuitás
- Barney ismét azt a látszatot kelti, hogy közte és Ted anyja közt volt valami.
- Barney ismét a "csak... oké?" fordulatot használja.
- Marshall és Ted "Az utolsó oldal" című részben hallható altatót éneklik Marvinnak.
- Az epizód elején a keresztrejtvény fejtése közben közvetett utalás történik arra, hogy Robinnak nem lehet saját gyereke ("Fényszimfónia")
- Barney először "A világ legjobb párosa" című részben hívta a lakását az erődjének.

## Jövőbeli visszautalások
- Barney végül "A világítótorony" című részben tudja meg, hogy Robinnak nem lehet gyereke.

## Érdekességek
- Maga az erőd fogalma, illetve a Barney által használt hologramos kivetítések mind-mint utalások a Superman című filmre.
- A Woodworthy Major című sorozat a Downtown Abbey paródiája.
- Tabatha volt az utolsó nő, akivel Ted szexelt a leendő felesége előtt.
- Ez a tizenkettedik és utolsó olyan epizód, amit nem Pamela Fryman rendezett.
- A nyitójelenetben jól látható, hogy Barneynak mellbimbópiercingje van.

## Vendégszereplők
- Kyle MacLachlan – A Kapitány
- Karen Lew – Mrs. Hamaguchi
- Ogy Durham – Tabatha
- Bianca Haase – Cheryl
- Erik Van Wyck – 3. férj
- Jessica Gardner – 3. feleség
- Cyrus Deboo – 1. férj
- Grace Parra – 2. feleség
- Emily Roche – fiatal nő

## Fordítás
- Ez a szócikk részben vagy egészben  a   The Fortress (How I Met Your Mother) című angol Wikipédia-szócikk ezen változatának fordításán alapul.  Az eredeti cikk szerkesztőit annak laptörténete sorolja fel. Ez a jelzés csupán a megfogalmazás eredetét és a szerzői jogokat jelzi, nem szolgál a cikkben szereplő információk forrásmegjelöléseként.